# Vederlax sakristia
Vederlax sakristia är en medeltida sakristia av sten i Vederlax. Sakristian byggdes möjligen mellan åren 1500 och 1530 bredvid den träkyrka som då fanns här. Bortsett från sakristian färdigställdes aldrig den planerade stenkyrkan, bland annat på grund av ekonomiska problem. Sakristian står på kyrkogården en bit öster om nuvarande Vederlax kyrka. Orsakerna till de ekonomiska problemen var kronans indragning av kyrkans egendom i samband med reformationen. Dateringen baserar sig på byggnadslösningar som t.ex. den asymmetriskt placerade ingången på sydsidan och takvalvets detaljer. På norra sidan finns drag som påminner om Ingå kyrkas speciella västgavel. I öster finns ett fönster som gjorts något mindre än det ursprungliga.
Den träkyrka som fanns bredvid sakaristian revs på 1600-talet och ersattes av en ny. Den nya kyrkan revs först 1847 trots att en ny korskyrka byggts väster om denna redan 1766. 
Sakristian har senare använts som bårhus och för andakter.